# 재즈 싱어 (1952년 영화)
재즈 싱어(The Jazz Singer)는 미국에서 제작된 마이클 커티즈 감독의 1952년 영화이다. 필 아놀드 등이 주연으로 출연하였고 루이스 F. 에델만 등이 제작에 참여하였다.

## 출연

### 주연
- 필 아놀드
- 밀드레드 던녹
- 에두어드 프란즈

### 조연
- 알렉스 게리
- 해럴드 고든
- 알린 조슬린
- 페기 리
- 대니 토머스
- 톰 툴리
- 저스틴 스미스

## 제작진
- 원작자: 샘슨 라파엘슨
- 의상: 하워드 수프